# Окуси-Амбено
Окуси-Амбену (также просто Окуси, Амбену; порт. Oecussi-Ambeno, тетум Oe-Kusi Ambenu) — небольшой западный полуэксклав республики Восточный Тимор. Площадь составляет 817,23 км² (5,6 % территории страны). Административный центр — город Панте-Макасар.

## География

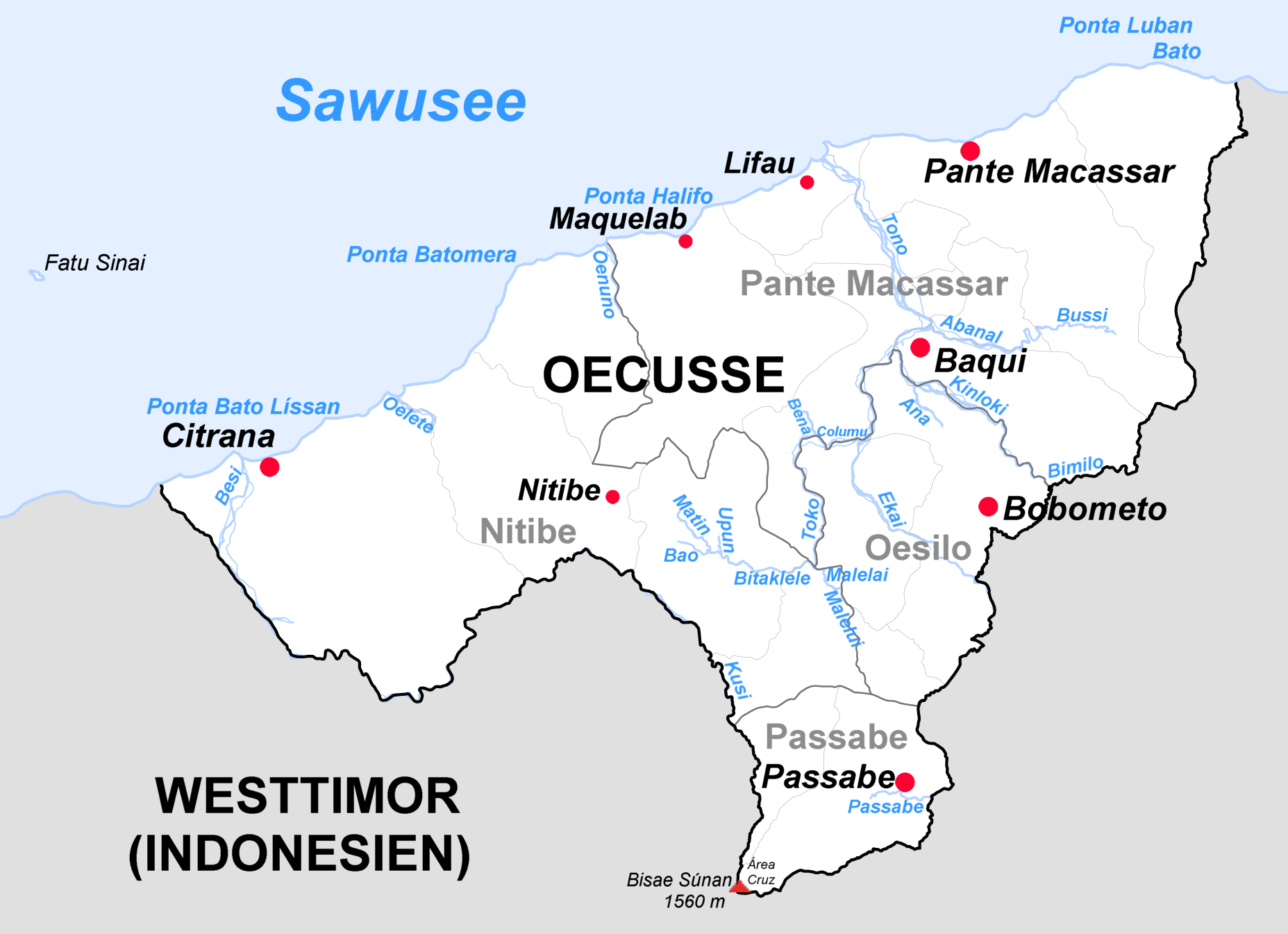
Карта округа Окуси-Амбену

Расположен в северо-западной части острова Тимор. С севера омывается водами Тихого океана. Со всех остальных сторон округ окружён территорией республики Индонезия (провинция Восточная Нуса-Тенгара). Протяжённость береговой линии составляет около 50 км, а протяжённость сухопутной границы — около 300 км. Столица округа, город Панте-Макассар, расположен в 281 км к западу от Дили. Самая высокая точка округа, гора Нипане, составляет 1561 м над уровнем моря. Крупнейшая река Окуси-Амбену — Тоно. Внутренние районы — горные, предгорья покрыты остатками тропических лесов. Климат — влажный, экваториальный.

## История
Окуси-Амбену по праву считается колыбелью Восточного Тимора, так как именно здесь был основан первый португальский форт Лифау. Португальцы открыли остров в 1512 году, постепенно распространив своё влияние в регионе. Доминиканские монахи основали в деревне Лифау в 5 км от Вила-Тавейру первый католический приход. От смешанных браков португальцев и местного австронезийского населения появились топасы (метисы), потомки которых преобладают в администрации эксклава до сих пор. Даже будучи окружёнными, католики-топасы яростно сопротивлялись голландскому вторжению. После крушения Португальской Индонезии под натиском голландского флота, топасы смогли отстоять 815 км² в районе Вила-Тавейру, а также оказывали португальцам всяческую помощь для поддержания Португальского Тимора, даже будучи отрезанными от него полосой голландских владений. После 1975 года топасы и автохтонное католическое население продолжало сопротивляться индонезийской оккупации, пока в 2002 году Восточный Тимор не обрёл независимость.

## Население
Население округа по данным на 2010 год составляет 64 025 человек; для сравнения, на 2004 год оно насчитывало 57 469 человек. Плотность населения — 78,34 чел./км². Средний возраст населения составляет 18,8 лет. В период с 1990 по 2004 годы средний ежегодный прирост населения составил 1,16 %. Младенческая смертность по данным на 2002 год составляет 80 на 1000 новорождённых в Пассабе; 115 — в Осилу; 119 — в Нитибе и 122 — в Панте-Макассар. Для сравнения, средний по стране показатель составляет 98 на 1000. В подрайонах Пассабе и Панте-Макассар, вопреки национальной тенденции, младенческая смертность возросла со времён переписи 1996 года. По данным на 2004 год, в среднем на одну женщину приходится 5,54 детей — в Пассабе; 5,92 — в Панте Макассар; 6,76 — в Осилу и 6,88 — в Нитибе. В среднем по стране этот показатель составляет 6,99 ребёнка на 1 женщину.
Также как и жители индонезийской части острова, большая часть населения эксклава говорит на языке уаб-мето. 61,9 % населения неграмотны (64,1 % женщин и 59,6 % мужчин). Только 7,0 % лиц старше 18 лет закончили среднюю школу (4,6 % женщин и 9,5 мужчин). По данным на 2004 год 99,5 % населения составляют католики; 0,4 % — протестанты.

## Административное деление

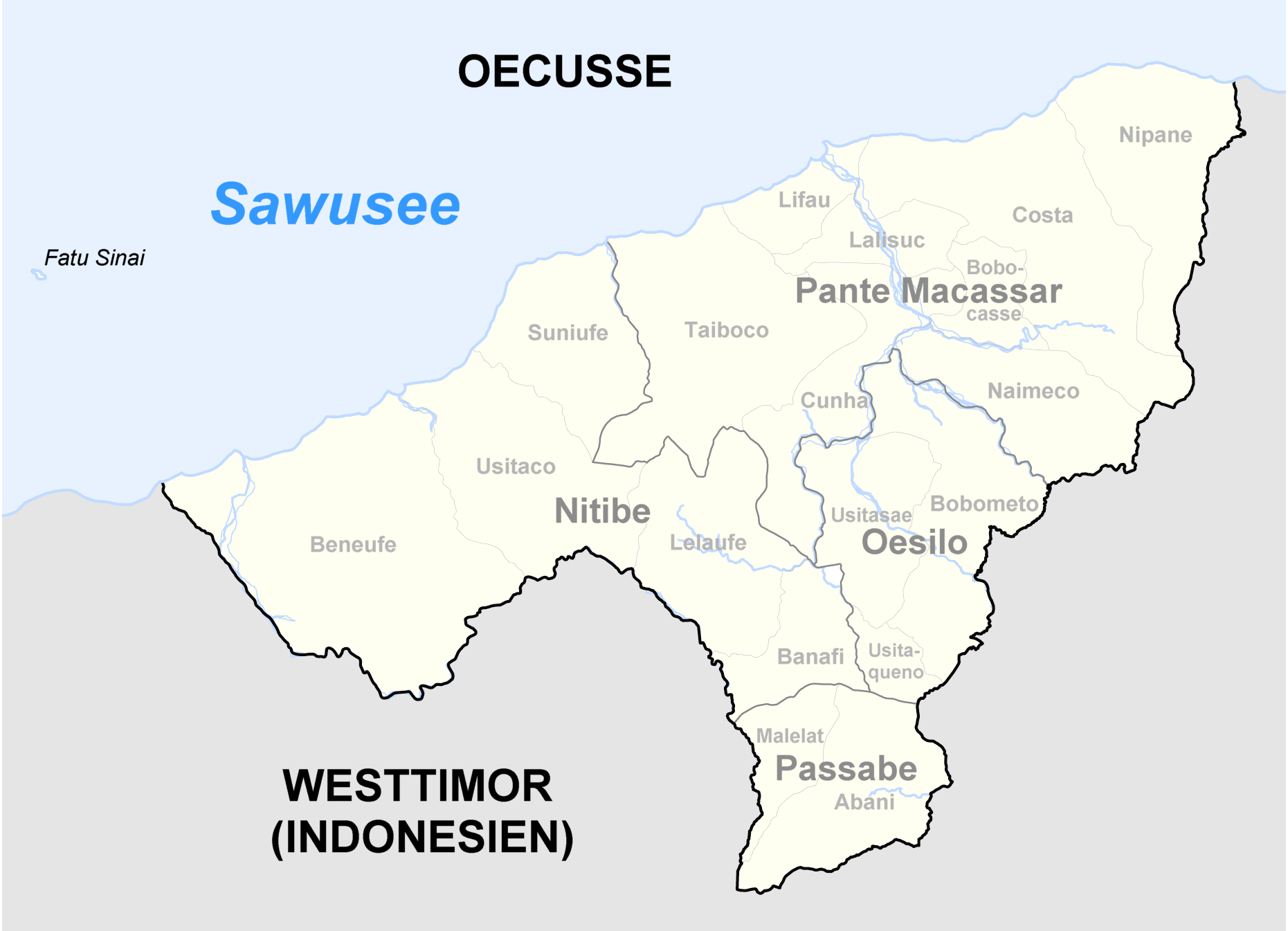
Административное деление округа

В административном отношении подразделяется на 4 подрайона:
| Подрайон       | Население, чел. (2010) | Площадь, км² |
| -------------- | ---------------------- | ------------ |
| Нитибе         | 11 366                 | 301,72       |
| Осилу          | 9861                   | 97,37        |
| Панте-Макассар | 35 226                 | 357,30       |
| Пассабе        | 7572                   | 60,84        |

## Экономика
Экономика округа основывается на сельском хозяйстве, основными культурами которого являются: рис, батат, фасоль, соя, тыквы, арахис и др. Рыболовство играет довольно незначительную роль. Только пятая часть хозяйств имеют кофейные деревья, причём почти половина их находится на юге округа, на возвышенностях подрайона Пассабе, где кофе выращивают около 67 % хозяйств. Имеет место животноводство. Наиболее распространёнными животными являются куры и свиньи, что типично для Восточного Тимора. Овцы, козы и буйволы играют второстепенную роль. Около 5 % хозяйств держат лошадей, которые ещё используются и как средство передвижения.
Во время засух довольно часто возникают нехватка продовольствия и воды. Три пятых детей в возрасте до пяти лет страдают от хронического недоедания.